# Женюх, Олег Васильевич
Олег Васильевич Женюх (укр. Олег Васильович Женюх; 22 марта 1987, Львов, Украинская ССР, СССР) — украинский футболист, полузащитник.

## Биография
В ДЮФЛ выступал за львовские «Карпаты». В 2004 году начал выступать за «Галичину-Карпаты». После играл за «Карпаты-2». В основе «Карпат» дебютировал 16 мая 2006 года в матче против киевского ЦСКА (0:3), Женюх вышел на 85 минуте вместо Алексея Сучкова. В сезоне 2005/06 «Карпаты» заняли 2 место в Первой лиге уступив луганской «Заре» и вышли в Высшую лигу. В Высшей лиге дебютировал 19 ноября 2006 года в матче против одесского «Черноморца» (1:0), Женюх начал матч в основе но на 84 минуте был заменён на Ярослава Мартынюка.
В сентябре 2007 года вызвался Алексеем Михайличенко в молодёжную сборную Украины до 21 года, но вскоре вызов был отложен.

## Достижения
- Серебряный призёр Первой лиги (1): 2005/06